# كأس أوغندا 1977
كأس أوغندا 1977 (بالإنجليزية: 1977 Uganda Cup)‏ هو موسم من كأس أوغندا. فاز فيه نادي سيمبا.